# Барич, Отто
О́тто Ба́рич (хорв. Otto Barić; 19 июня 1932, Бласнитцен, Каринтия — 13 декабря 2020[…], Загреб) — югославский футболист, югославский, австрийский и хорватский тренер.
Одно время считался лучшим тренером в Австрии, однако мнения на этот счёт были противоречивые.

## Биография
Барич начал свою тренерскую карьеру в 1969 году в западногерманском клубе «Германия» из города Висбаден и после одного сезона перебрался в австрийский клуб «Ваккер» из Инсбрука. Провёл в нём два сезона и выиграл два титула чемпиона Австрии. Затем в июле 1972 года отправился на работу в ЛАСК. После двух лет в этом клубе возглавил хорватский клуб «Загреб». После двух сезонов перебрался в загребское «Динамо» в июле 1976 года. В конце 70-х годов он был также главным тренером любительской сборной Югославии, составленной из игроков второй лиги. В марте 1980 года вернулся в Австрию и возглавил «Штурм». После полутора сезонов в Граце пропустил год, а в июле 1982 года стал тренировать венский «Рапид». Привёл его к завоеванию трёх титулов чемпиона Австрии и руководил «Рапидом» в финальном матче Кубка обладателей кубков, проигранном «Эвертону». Летом 1985 года покинул «Рапид» и возглавил «Штутгарт». В июне 1986 года вернулся в «Рапид». Покинул венский клуб в июне 1988 года. В период с ноября 1988 по июнь 1989 года тренировал «Штурм».
Покинув клуб из Граца, Барич стал главным тренером «Форвартса». В июле 1991 года возглавил «Аустрию» из города Зальцбург. Привёл этот клуб к двум титулам чемпиона Австрии. Под его руководством «Аустрия» играла в Лиге чемпионов. Австрийский клуб занял в группе третье место, пропустив вперёд «Аякс» и «Милан».
В июле 1996 года стал главным тренером загребского «Динамо». В сезоне 1996/97 под его руководством загребское «Динамо» добилось уникального достижения. В чемпионате Хорватии загребская команда набрала 81 очко из 90 возможных.
В июне 1997 года покинул «Динамо» и возглавил турецкий «Фенербахче», где работал до марта 1999 года.
Затем тренировал национальную сборную Австрии с 1999 по 2001 год, но австрийцы не пробились на Кубок мира 2002 года. В качестве наставника австрийской национальной команды одержал семь побед, шесть раз сыграл вничью и девять раз проиграл.
В январе 2002 года стал главным тренером зальцбургской «Аустрии» и возглавлял этот клуб четыре месяца. В июле 2002 года был назначен главным тренером сборной Хорватии.
Первый его товарищеский матч в качестве наставника национальной команды хорваты проводили против Уэльса. Игра завершилась со счётом 1:1. Первой его игрой на посту главного тренера сборной Хорватии в отборочном турнире чемпионата Европы была встреча с Эстонией, закончившаяся ничьей — 0:0. Затем было поражение от болгар со счётом 0:2. Начало 2003 года было успешным. Хорватия в Загребе обыграла Бельгию со счётом 4:0. В последнем матче хорваты обыграли Болгарию — 1:0. Благодаря лучшей разнице забитых и пропущенных мячей сборная Хорватии опередила Бельгию и заняла второе место. В стыковых матчах с общим счётом 2:1 была обыграна сборная Словении. Хорваты квалифицировались на Евро-2004.
В финальном турнире Хорватия оказалась в одной группе с Англией, Францией и Швейцарией. Первая игра со Швейцарией закончилась вничью — 0:0. В матче со сборной Франции сборная Хорватии сыграла со счётом 2:2. Мячи в её составе забили Милан Рапаич и Дадо Пршо. Последняя встреча завершилась поражением от Англии — 2:4. Хорватия не пробилась в 1/4 финала, и контракт с Баричем не был продлён. На посту наставника хорватской сборной одержал 11 побед, восемь раз сыграл вничью и пять раз проиграл.
В июне 2006 года Барич стал главным тренером сборной Албании. Он надеялся впервые в истории вывести эту страну в финальную часть чемпионата Европы.
В начале отборочного цикла Албания сыграла вничью с Беларусью — 2:2. Затем было поражение от Румынии — 0:2 и ничейные исходы в матчах с Болгарией и Словенией. После этого Албания обыграла Люксембург — 6:0. В конце отборочного цикла были проигрыши во встречах с Беларусью (2:4) и Румынией (1:6).
Умер на в 89-м году жизни 13 декабря 2020 года в Загребе от последствий коронавирусной инфекции.